# ГЕС Zhōngliáng I
ГЕС Zhōngliáng I (中梁一级水电站) — гідроелектростанція у центральній частині Китаю в провінції Чунцін. Знаходячись перед ГЕС Zhōngliáng II (24 МВт), становить верхній ступінь каскаду на річці Данінг, лівій притоці Янцзи.
В межах проекту річку перекрили кам'яно-накидною греблею із бетонним облицюванням висотою 119 метрів, довжиною 255 метрів та шириною по гребеню 8 метрів. Вона утримує водосховище з об'ємом 93 млн м3, в якому припустиме коливання рівня поверхні у операційному режимі між позначками 590 та 625 метрів НРМ (під час повені рівень може зростати до 626,9 метра НРМ, а об'єм — до 98,6 млн м3).
Зі сховища через правобережний гірський масив прокладено дериваційний тунель довжиною 7,8 км з діаметром 4,5 метрів, який переходить у напірний водовід. В системі також працює вирівнювальний резервуар висотою 90 метрів з діаметром 12 метрів. У підсумку вода надходить до підземного машинного залу, де встановлені три турбіни типу Френсіс потужністю по 24 МВт.